# 奈良井翼
奈良井 翼（ならい つばさ、1999年12月4日 - ）は、日本のプロボクサー。大阪府大阪市東淀川区出身。RK蒲田ボクシングファミリー所属。第50代日本スーパーフェザー級王者。2022年時点では建築業にも従事している。

## 来歴
大阪市立新東淀中学校卒業後、
大阪府立咲洲高等学校へ入学。
2019年4月9日、プロデビュー戦で3回TKO勝ち。
2021年2月21日、2020年東日本スーパーフェザー級新人王として、西軍代表福田星河を相手に1回2分5秒TKO勝ちで全日本新人王とMVPを獲得。
2021年7月23日、大阪府立体育会館第2競技場で日本フェザー級ユース王座決定戦として亀田京之介と対戦し、2回2分49秒KO負けを喫し、王座獲得に失敗した。
2022年9月17日、メルパルクホール大阪で日本スーパーフェザー級タイトルマッチで、王者の坂晃典と対戦し、6回55秒TKO負けを喫した。
2022年10月6日、亀田興毅の手掛けるボクシング興行「3150FIGHT」と専属プロモート契約を結んだことを発表した。
2023年9月28日、後楽園ホールで行われた日本スーパーフェザー級最強挑戦者決定戦で同級1位のそれいけ太一と対戦し、1回2分26秒TKO勝ちで王者原優奈への挑戦権を獲得した。
2024年4月20日、大阪府立体育会館第2競技場で行われた日本スーパーフェザー級タイトルマッチで王者の原優奈に挑戦し、4回に1度、5回に2度の合計3度のダウンを奪い、5回2分10秒TKO勝ちで王座を獲得した。
2024年8月27日、後楽園ホールで行われた日本スーパーフェザー級タイトルマッチで日本同級1位の福井貫太と対戦し、10回3-0（96-94×2、97-93）の判定勝ちで初防衛に成功した。
2025年1月24日、有明アリーナで井上尚弥対金藝俊の前座としてWBOアジアパシフィックスーパーフェザー級王者の渡邊海と60.0kg契約のノンタイトル戦で対戦し、10回2-1（96-94×2、94-96）の判定勝ちを収めた。
2025年5月28日、横浜BUNTAIで同地初となるプロボクシング興行の武居由樹対ユッタポン・トンデイの前座として日本スーパーフェザー級1位の原優奈と1年1ヶ月ぶりに再戦し、8回1分55秒TKO勝ちを収め2度目の防衛に成功した。

## 戦績
- アマチュアボクシング - 25戦17勝8敗（6KO）
- プロボクシング - 18戦16勝（11KO）2敗

| 戦           | 日付           | 勝敗 | 時間    | 内容    | 対戦相手                             | 国籍 | 備考                                   |
| ------------ | -------------- | ---- | ------- | ------- | ------------------------------------ | ---- | -------------------------------------- |
| 1            | 2019年4月9日   | ☆    | 3R 0:24 | TKO     | 中野健斗（新日本木村）               | 日本 | プロデビュー戦                         |
| 2            | 2019年6月5日   | ☆    | 1R 1:40 | TKO     | 向山太尊（ハッピーボックス）         | 日本 |                                        |
| 3            | 2019年8月6日   | ☆    | 4R      | 判定3-0 | 矢斬佑季（花形）                     | 日本 |                                        |
| 4            | 2020年9月25日  | ☆    | 4R 0:57 | KO      | 五十嵐友弘（ワールドS）              | 日本 |                                        |
| 5            | 2020年11月3日  | ☆    | 2R 2:51 | TKO     | 小松裕道（相模原ヨネクラジム）       | 日本 |                                        |
| 6            | 2020年12月20日 | ☆    | 2R 1:05 | TKO     | ドミニク謙心（リングサイド）         | 日本 | 東日本新人王獲得                       |
| 7            | 2021年2月21日  | ☆    | 1R 2:05 | TKO     | 福田星河（エディタウゼント）         | 日本 | 全日本新人王獲得                       |
| 8            | 2021年7月23日  | ★    | 2R 2:49 | KO      | 亀田京之介（ハラダ）                 | 日本 | 日本フェザー級ユース王座決定戦         |
| 9            | 2022年4月1日   | ☆    | 2R 2:39 | TKO     | 長谷川慎之介（ワールドS）            | 日本 |                                        |
| 10           | 2022年9月17日  | ★    | 3R 0:55 | TKO     | 坂晃典（仲里）                       | 日本 | 日本スーパーフェザー級タイトルマッチ   |
| 11           | 2023年1月6日   | ☆    | 6R      | 判定3-0 | 一道宏（T&T）                        | 日本 |                                        |
| 12           | 2023年4月16日  | ☆    | 8R      | 判定3-0 | アーノン・ユーパーン                 | タイ |                                        |
| 13           | 2023年6月10日  | ☆    | 2R 1:31 | TKO     | デチャデイン・ソーンシリスファティン | タイ |                                        |
| 14           | 2023年9月28日  | ☆    | 1R 2:26 | TKO     | それいけ太一（KG大和）               | 日本 | 日本スーパーフェザー級最強挑戦者決定戦 |
| 15           | 2024年4月20日  | ☆    | 5R 2:10 | TKO     | 原優奈（真正）                       | 日本 | 日本スーパーフェザー級タイトルマッチ   |
| 16           | 2024年8月27日  | ☆    | 10R     | 判定3-0 | 福井貫太(石田)                       | 日本 | 日本王座防衛1                          |
| 17           | 2025年1月24日  | ☆    | 10R     | 判定2-1 | 渡邊海（ライオンズ）                 | 日本 | 60.0kg契約10回戦                       |
| 18           | 2025年5月28日  | ☆    | 8R 1:55 | TKO     | 原優奈（真正）                       | 日本 | 日本王座防衛2                          |
| テンプレート |                |      |         |         |                                      |      |                                        |

## 獲得タイトル
- 2020年全日本スーパーフェザー級新人王
- 第50代日本スーパーフェザー級王座（防衛2）